# Greta Van Fleet/Diskografie
Diese Diskografie ist eine Übersicht über die musikalischen Werke der US-amerikanischen Rockband Greta Van Fleet. Den Schallplattenauszeichnungen zufolge hat sie bisher mehr als 5,1 Millionen Tonträger verkauft, davon alleine in ihrer Heimat über 4,5 Millionen. Ihre erfolgreichste Veröffentlichung ist die EP From the Fires mit über 685.000 verkauften Einheiten.

## Alben

### Studioalben
| Jahr | Titel Musiklabel                         | Höchstplatzierung, Gesamtwochen, AuszeichnungChartplatzierungen (Jahr, Titel, Musiklabel, Platzierungen, Wochen, Auszeichnungen, Anmerkungen) | Höchstplatzierung, Gesamtwochen, AuszeichnungChartplatzierungen (Jahr, Titel, Musiklabel, Platzierungen, Wochen, Auszeichnungen, Anmerkungen) | Höchstplatzierung, Gesamtwochen, AuszeichnungChartplatzierungen (Jahr, Titel, Musiklabel, Platzierungen, Wochen, Auszeichnungen, Anmerkungen) | Höchstplatzierung, Gesamtwochen, AuszeichnungChartplatzierungen (Jahr, Titel, Musiklabel, Platzierungen, Wochen, Auszeichnungen, Anmerkungen) | Höchstplatzierung, Gesamtwochen, AuszeichnungChartplatzierungen (Jahr, Titel, Musiklabel, Platzierungen, Wochen, Auszeichnungen, Anmerkungen) | Höchstplatzierung, Gesamtwochen, AuszeichnungChartplatzierungen (Jahr, Titel, Musiklabel, Platzierungen, Wochen, Auszeichnungen, Anmerkungen) | Anmerkungen                                                                               |
| Jahr | Titel Musiklabel                         | DE | AT | CH | UK | US | Rock | Anmerkungen                                                                               |
| ---- | ---------------------------------------- | --- | --- | --- | --- | --- | --- | ----------------------------------------------------------------------------------------- |
| 2018 | Anthem of the Peaceful Army Lava Records | DE3 (20 Wo.)DE | AT9 (3 Wo.)AT | CH6 (7 Wo.)CH | UK12 (2 Wo.)UK | US3 Gold · (18 Wo.)US | Rock1 (20 Wo.)Rock | Erstveröffentlichung: 19. Oktober 2018 Verkäufe: + 635.000; # 2 der deutschen Vinylcharts |
| 2021 | The Battle at Garden’s Gate Lava Records | DE3 (12 Wo.)DE | AT2 (7 Wo.)AT | CH3 (9 Wo.)CH | UK8 (1 Wo.)UK | US7 (8 Wo.)US | Rock1 (15 Wo.)Rock | Erstveröffentlichung: 16. April 2021 # 2 der deutschen Vinylcharts                        |
| 2023 | Starcatcher Lava Records                 | DE2 (4 Wo.)DE | AT6 (2 Wo.)AT | CH2 (3 Wo.)CH | UK8 (1 Wo.)UK | US8 (2 Wo.)US | Rock1 (2 Wo.)Rock | Erstveröffentlichung: 21. Juli 2023                                                       |

### Livealben
| Jahr | Titel Musiklabel                                              | Anmerkungen                          |
| ---- | ------------------------------------------------------------- | ------------------------------------ |
| 2022 | Strange Horizons 2021: Live from Nashville Republic Records   | Erstveröffentlichung: 14. April 2022 |
| 2022 | Strange Horizons 2021: Live from Bridgeport Republic Records  | Erstveröffentlichung: 15. April 2022 |
| 2022 | Strange Horizons 2021: Live from Chicago Republic Records     | Erstveröffentlichung: 16. April 2022 |
| 2022 | Strange Horizons 2021: Live from Los Angeles Republic Records | Erstveröffentlichung: 18. April 2022 |

### EPs
| Jahr | Titel                           | Höchstplatzierung, Gesamtwochen, AuszeichnungChartplatzierungen (Jahr, Titel, Platzierungen, Wochen, Auszeichnungen, Anmerkungen) | Höchstplatzierung, Gesamtwochen, AuszeichnungChartplatzierungen (Jahr, Titel, Platzierungen, Wochen, Auszeichnungen, Anmerkungen) | Höchstplatzierung, Gesamtwochen, AuszeichnungChartplatzierungen (Jahr, Titel, Platzierungen, Wochen, Auszeichnungen, Anmerkungen) | Höchstplatzierung, Gesamtwochen, AuszeichnungChartplatzierungen (Jahr, Titel, Platzierungen, Wochen, Auszeichnungen, Anmerkungen) | Höchstplatzierung, Gesamtwochen, AuszeichnungChartplatzierungen (Jahr, Titel, Platzierungen, Wochen, Auszeichnungen, Anmerkungen) | Höchstplatzierung, Gesamtwochen, AuszeichnungChartplatzierungen (Jahr, Titel, Platzierungen, Wochen, Auszeichnungen, Anmerkungen) | Anmerkungen                                                                             |
| Jahr | Titel                           | DE | AT | CH | UK | US | Rock | Anmerkungen                                                                             |
| ---- | ------------------------------- | --- | --- | --- | --- | --- | --- | --------------------------------------------------------------------------------------- |
| 2017 | Black Smoke Rising Lava Records | — | — | — | — | US182 Gold · (1 Wo.)US | Rock30 (1 Wo.)Rock | Erstveröffentlichung: 21. April 2017 Verkäufe: + 560.000                                |
| 2017 | From the Fires Lava Records     | DE84 (5 Wo.)DE | — | CH73 a (5 Wo.)CH | UK— SilberUK | US36 Gold · (44 Wo.)US | Rock4 (57 Wo.)Rock | Erstveröffentlichung: 10. November 2017 Verkäufe: + 692.500; Grammy for Best Rock Album |

## Singles
| Jahr | Titel Album                                        | Höchstplatzierung, Gesamtwochen, AuszeichnungChartplatzierungen (Jahr, Titel, Album, Platzierungen, Wochen, Auszeichnungen, Anmerkungen) | Höchstplatzierung, Gesamtwochen, AuszeichnungChartplatzierungen (Jahr, Titel, Album, Platzierungen, Wochen, Auszeichnungen, Anmerkungen) | Höchstplatzierung, Gesamtwochen, AuszeichnungChartplatzierungen (Jahr, Titel, Album, Platzierungen, Wochen, Auszeichnungen, Anmerkungen) | Höchstplatzierung, Gesamtwochen, AuszeichnungChartplatzierungen (Jahr, Titel, Album, Platzierungen, Wochen, Auszeichnungen, Anmerkungen) | Höchstplatzierung, Gesamtwochen, AuszeichnungChartplatzierungen (Jahr, Titel, Album, Platzierungen, Wochen, Auszeichnungen, Anmerkungen) | Höchstplatzierung, Gesamtwochen, AuszeichnungChartplatzierungen (Jahr, Titel, Album, Platzierungen, Wochen, Auszeichnungen, Anmerkungen) | Anmerkungen                                                |
| Jahr | Titel Album                                        | DE | AT | CH | UK | US | Rock | Anmerkungen                                                |
| --- | -------------------------------------------------- | --- | --- | --- | --- | --- | --- | ---------------------------------------------------------- |
| 2017 | Highway Tune Black Smoke Rising                    | — | — | — | — | US— PlatinUS | Rock21 (23 Wo.)Rock | Erstveröffentlichung: 31. März 2017 Verkäufe: + 1.120.000  |
| 2017 | Safari Song Black Smoke Rising                     | — | — | — | — | US— GoldUS | Rock25 (20 Wo.)Rock | Erstveröffentlichung: 15. Oktober 2017 Verkäufe: + 560.000 |
| 2018 | When the Curtain Falls Anthem of the Peaceful Army | — | — | — | — | US— GoldUS | Rock9 (20 Wo.)Rock | Erstveröffentlichung: 17. Juli 2018 Verkäufe: + 580.000    |
| 2018 | Spotify Singles –                                  | — | — | — | — | — | — | Erstveröffentlichung: 2018 nur digital auf Spotify         |
| 2018 | You’re the One Anthem of the Peaceful Army         | — | — | — | — | US— GoldUS | Rock12 (20 Wo.)Rock | Erstveröffentlichung: 16. Oktober 2018 Verkäufe: + 560.000 |
| 2019 | Lover, Leaver Anthem of the Peaceful Army          | — | — | — | — | — | Rock32 (10 Wo.)Rock | Erstveröffentlichung: 9. Mai 2019                          |
| 2020 | My Way, Soon The Battle at Garden’s Gate           | — | — | — | — | — | Rock45 (1 Wo.)Rock | Erstveröffentlichung: 9. Oktober 2020                      |
| 2020 | Age of Machine The Battle at Garden’s Gate         | — | — | — | — | — | — | Erstveröffentlichung: 4. Dezember 2020                     |
| 2021 | Heat Above The Battle at Garden’s Gate             | — | — | — | — | US— GoldUS | Rock25 (19 Wo.)Rock | Erstveröffentlichung: 10. Februar 2021 Verkäufe: + 520.000 |
| 2023 | Meeting the Master Starcatcher                     | — | — | — | — | — | Rock33 (1 Wo.)Rock | Erstveröffentlichung: 6. April 2023                        |
| Folgende Lieder erschienen nicht als Single, wurden aber durch das Album zum Download und Streaming bereitgestellt und konnten somit eine Platzierung erlangen: |                                                    | | | | | | |                                                            |
| |                                                    | | | | | | |                                                            |
| 2017 | Edge of Darkness Black Smoke Rising                | — | — | — | — | — | Rock38 (1 Wo.)Rock |                                                            |
| 2018 | Watching Over Anthem of the Peaceful Army          | — | — | — | — | — | Rock41 (2 Wo.)Rock |                                                            |
| 2019 | Always There Tausend kleine Scherben OST           | — | — | — | — | — | Rock31 (1 Wo.)Rock |                                                            |
| 2021 | Light My Love The Battle at Garden’s Gate          | — | — | — | — | — | Rock30 (6 Wo.)Rock |                                                            |

## Musikvideos
| Jahr | Titel                  | Regie                                   | Anmerkung      |
| ---- | ---------------------- | --------------------------------------- | -------------- |
| 2017 | Highway Tune           | Ford Fairchild                          |                |
| 2018 | When the Curtain Falls | Benjamin Kutsko                         | zwei Versionen |
| 2020 | My Way, Soon           | Greta Van Fleet                         |                |
| 2020 | Age of Machine         | Greta Van Fleet & Matthew Daniel Siskin |                |
| 2021 | Age of Machine         | Rob Sinclair                            | Live-Version   |
| 2021 | Heat Above             | Matthew Daniel Siskin                   |                |
| 2021 | Heat Above             | Rob Sinclair                            | Live-Version   |
| 2023 | Meeting the Master     | Gus Black                               |                |
| 2023 | The Falling Sky        | Gus Black                               |                |

## Statistik

### Chartauswertung
|                     | DE    | AT    | CH    | UK    | US    | Rock      |
| ------------------- | ----- | ----- | ----- | ----- | ----- | --------- |
| Nummer-eins-Alben   | DE—DE | AT—AT | CH—CH | UK—UK | US—US | Rock3Rock |
| Top-10-Alben        | DE3DE | AT3AT | CH3CH | UK2UK | US3US | Rock4Rock |
| Alben in den Charts | DE4DE | AT3AT | CH4CH | UK3UK | US5US | Rock5Rock |

|                       | DE    | AT    | CH    | UK    | US    | Rock       |
| --------------------- | ----- | ----- | ----- | ----- | ----- | ---------- |
| Nummer-eins-Singles   | DE—DE | AT—AT | CH—CH | UK—UK | US—US | Rock—Rock  |
| Top-10-Singles        | DE—DE | AT—AT | CH—CH | UK—UK | US—US | Rock1Rock  |
| Singles in den Charts | DE—DE | AT—AT | CH—CH | UK—UK | US—US | Rock12Rock |

### Auszeichnungen für Musikverkäufe
| Goldene Schallplatte - Brasilien - 2024: für die Single Black Smoke Rising - 2024: für die Single You’re the One - 2024: für die Single Safari Song - 2024: für das Lied Rolling in the Deep - 2024: für die Single Heat Above - Italien - 2021: für das Album Anthem of the Peaceful Army - 2022: für die EP From the Fires - Kanada - 2019: für das Album Anthem of the Peaceful Army - 2019: für die Single Safari Song - 2020: für die Single When the Curtain Falls - 2020: für die Single You’re the One - 2020: für die Single Black Smoke Rising - Neuseeland - 2023: für die EP From the Fires | Platin-Schallplatte - Brasilien - 2024: für die Single When the Curtain Falls - 2024: für die Single Highway Tune - Kanada - 2019: für die EP From the Fires - 2019: für die Single Highway Tune - Polen - 2021: für das Album Anthem of the Peaceful Army - 2023: für die EP From the Fires |

Anmerkung: Auszeichnungen in Ländern aus den Charttabellen bzw. Chartboxen sind in ebendiesen zu finden.
| Land/RegionAuszeichnungen für Musikverkäufe (Land/Region, Auszeichnungen, Verkäufe, Quellen) | Silber  | Gold       | Platin     | Verkäufe  | Quellen             |
| -------------------------------------------------------------------------------------------- | ------- | ---------- | ---------- | --------- | ------------------- |
| Brasilien (PMB)                                                                              | —       | 5× Gold5   | 2× Platin2 | 180.000   | pro-musicabr.org.br |
| Italien (FIMI)                                                                               | —       | 2× Gold2   | —          | 50.000    | fimi.it             |
| Kanada (MC)                                                                                  | —       | 5× Gold5   | 2× Platin2 | 360.000   | musiccanada.com     |
| Neuseeland (RMNZ)                                                                            | —       | Gold1      | —          | 7.500     | radioscope.co.nz    |
| Polen (ZPAV)                                                                                 | —       | —          | 2× Platin2 | 40.000    | olis.pl             |
| Vereinigte Staaten (RIAA)                                                                    | —       | 7× Gold7   | Platin1    | 4.500.000 | riaa.com            |
| Vereinigtes Königreich (BPI)                                                                 | Silber1 | —          | —          | 60.000    | bpi.co.uk           |
| Insgesamt                                                                                    | Silber1 | 20× Gold20 | 7× Platin7 |           |                     |